# Józef Mamoński
Józef Mamoński (pseudonim w PPS – Sęp, pseudonim w KPP – Stary, ur. 27 września 1894 lub 9 października 1894 w Umieniu, zm. 1980) – polski działacz socjalistyczny i komunistyczny.
Urodzony w rodzinie chłopów małorolnych. Ukończył szkołę powszechną i dalej dokształcał się sam. Z uwagi na bezrobocie wyjechał do pracy do Niemiec (1911–1913).
Od 1915 działał politycznie – wstąpił do Polskiej Partii Socjalistycznej i został sekretarzem gminnym w Umieniu, a także kierował tamtejszą biblioteką założoną przez PPS. Od 1917 w SDKPiL, a potem w KPP. Od 1924 w Niezależnej Partii Chłopskiej. Działał tam do rozwiązania jej przez władze sanacyjne w 1927. W 1927 wybrany radnym gminnym w Drzewcach i w sejmiku powiatu kolskiego. W latach 1928–1931 mieszkał w Warszawie, gdzie działał w Zjednoczeniu Chłopskiej Lewicy „Samopomoc” (od lipca 1928 w Zarządzie Głównym). Od 1928 współinicjował zwołanie Europejskiego Kongresu Chłopskiego, był też sekretarzem generalnym Ogólnokrajowego Chłopskiego Komitetu Kongresowego w Polsce, a także redaktorem odpowiedzialnym i wydawcą biuletynu tego komitetu (1930). Uczestniczył w Kongresie w Berlinie (27–29 marca 1930). Wybrano go tu przedstawicielem chłopów polskich w sekretariacie Kongresu. Brał też czynny udział w przygotowaniach do Kongresu Antywojennego w Hadze (1922). Aresztowany w Polsce i więziony od 7 grudnia 1932 do 7 października 1933 (zwolniony na mocy amnestii). W 1933 wstąpił do Komitetu Pomocy dla strajkujących robotników łódzkich (powszechny strajk włókniarzy). W latach 1933–1938 ponownie w Umieniu, gdzie piastował funkcję sekretarza komórki KPP, a także był partyjnym instruktorem na powiaty kolski i słupecki.
Podczas okupacji niemieckiej trudnił się pracami drogowymi, a także pracował na poznańskim lotnisku Ławica. W 1940 aresztowany przez Gestapo wraz z braćmi – Antonim i Szczepanem.
W latach 1945–1948 członek PPR, a potem PZPR. W 1945 w Komitecie Centralnym PPR (Wydział Rolny). W latach 1945–1946 I sekretarz Komitetu Powiatowego PPR w Kole. W latach 1947–1948 przewodniczący Prezydium Powiatowej Rady Narodowej w Kole, a potem (1948–1957) I sekretarz KP PZPR w tym samym mieście. Członek plenum KW PZPR w Poznaniu. Delegat na Kongres Zjednoczeniowy PPR i PPS, a także na II i III zjazd PZPR.
Od 1957 na emeryturze. Działacz Stowarzyszenia Ateistów i Wolnomyślicieli oraz ZBOWiD-u. Odznaczony Orderem Sztandaru Pracy I i II klasy, Krzyżem Komandorskim Orderu Odrodzenia Polski z Gwiazdą, Złotym Medalem „Za zasługi dla obronności kraju”, a także Medalem X-lecia PRL.